# Dæmning-kollapset i Laos i 2018
Saddle Dam D ("sadel-dæmning D"), i Vandkraft-projektet Xe-Pian Xe-Namnoy i Champasak provins i Laos, kollapset d. 23. juli 2018. Mindst 30 personer døde af ulykken.
Kollapset resulterede i oversvømmelse i San Sai-distriktet, og i Yai Thae, Hinlad, Mai, Thasengchan, Tha Hin og Samong, [i Sanamxay-distriktet ] i Attapeu provins, skrev The Guardian.